# Canal 16 de VHF

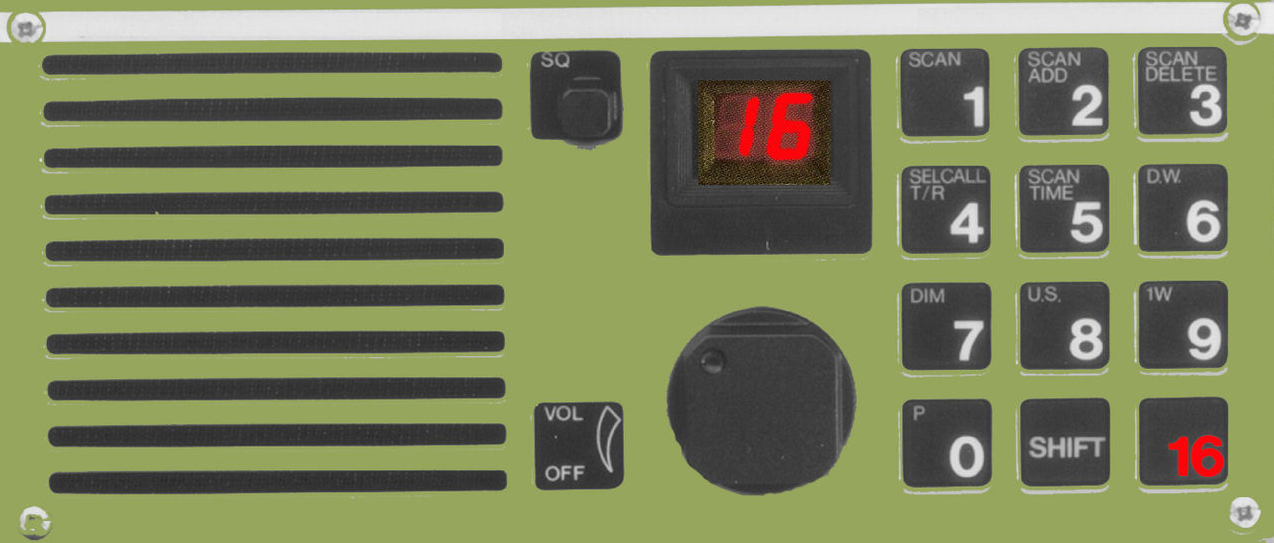
Emisor-receptor de VHF marina y fluvial

El canal 16 de VHF es un canal de radiocomunicación marítima que opera en los 156,8 MHz de VHF. El Sistema mundial de socorro y seguridad marítimos (SMSSM) establece que este canal está destinado en todo el mundo exclusivamente al socorro, urgencia, seguridad y llamadas. Su alcance es de unas pocas millas, pero tiene su equivalente en la frecuencia 2.182 kHz de Onda Media (MF), de mayor alcance.

## Uso
Es obligatorio mantener una escucha continua en el canal 16 para los buques SOLAS, así como los buques y embarcaciones que dispongan a bordo de una instalación radio VHF que enarbolen el pabellón español.

### Periodos de silencio

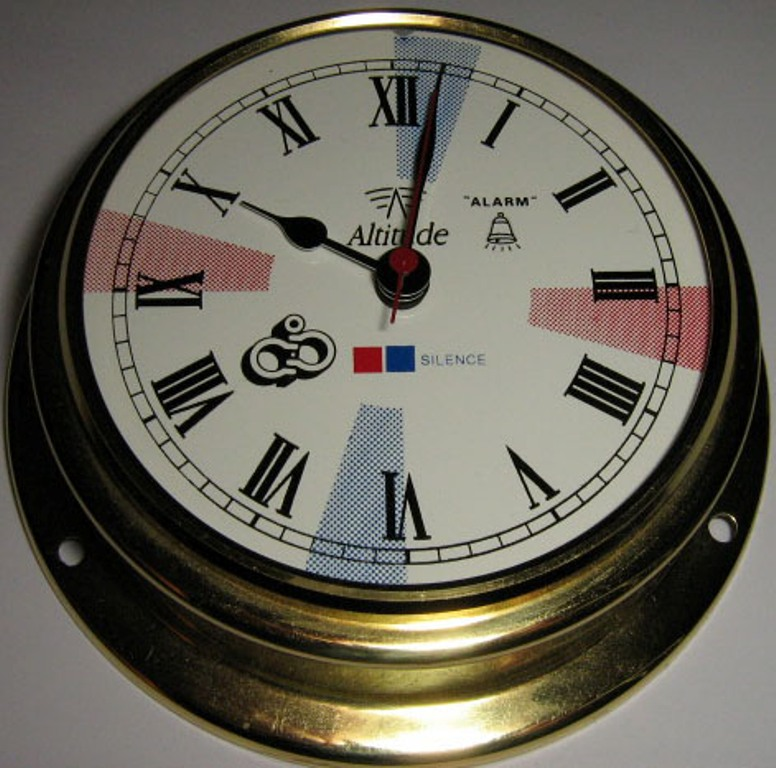
Reloj de a bordo con los periodos de silencio radiofónico marcados en color azul

Antes de la implantación de la llamada selectiva digital, para que las estaciones de barco pudieran escuchar una llamada de socorro emitida por otra en peligro, se establecieron los periodos de silencio en las frecuencias de socorro en radiotelegrafía y radiotelefonía asociadas a las bandas de frecuencias de MF y HF. Es decir, durante los tres minutos inmediatamente posteriores a los 15 y 45 minutos para radiotelegrafía (sector rojo del reloj), así como los posteriores a las horas en punto y 30 minutos para radiotelefonía (sector azul en Europa, verde en países anglosajones y rosa en la antigua URSS). En esos periodos sólo se podían transmitir llamadas de socorro, urgencia y seguridad, pero no llamadas de rutina, dichos períodos no se encuentran en vigencia. En la banda de VHF, esto es, el canal 16, nunca estuvo supeditado a dicha norma, debido a que este tipo de comunicaciones tiene un alcance limitado, sin embargo, empleando comunicaciones MF/HF, dependiendo de las condiciones atmosféricas, se pueden obtener alcances de miles de kilómetros.

### Llamadas
No pueden realizarse a través de él comunicaciones de rutina, sólo llamadas, de duración no superior a un minuto. Se realizará la llamada a una estación a través de él, pero acto seguido el tráfico se desviará a un canal de trabajo. En caso de no ser atendida, la llamada se puede repetir hasta tres veces en intervalos de dos minutos.